# Hrîsto-Boteve
Hrîsto-Boteve (în ucraineană Христо-Ботеве) este un sat în comuna Dobroslav din raionul Odesa, regiunea Odesa, Ucraina. Anterior a purtat denumirea Blahoieve.

## Demografie
Componența lingvistică a localității Hrîsto-Boteve
     Ucraineană (75,48%)
     Rusă (21,15%)
     Română (1,44%)
     Alte limbi (0,96%)
Conform recensământului din 2001, majoritatea populației localității Hrîsto-Boteve era vorbitoare de ucraineană (75,48%), existând în minoritate și vorbitori de rusă (21,15%) și română (1,44%).